# Mignanego
Mignanego es una localidad y comune italiana de la provincia de Génova, región de Liguria, con 3.722 habitantes.

## Evolución demográfica
| Gráfica de evolución demográfica de Mignanego entre 1861 y 2001 |
|                                                                 |
| Fuente ISTAT - elaboración gráfica de Wikipedia                 |